# Cratere Cyrano
Cyrano è un cratere lunare di 79,58 km situato nella parte sud-occidentale della faccia nascosta della Luna, ad est del grande cratere Gagarin ed a nord del più piccolo cratere Barbier.
Le caratteristiche più evidenti di Cyrano sono i piccoli crateri lungo i bordi occidentale e sudoccidentale, con il cratere (vagamente periforme) Cyrano P che si estende fino all'interno. Il resto del bordo è abbastanza eroso, in particolare nella zona nord. Nel pianoro interno si notano alcuni piccoli impatti, con una coppia unita nella zona orientale e un cratere lungo le pendici interne nord-orientali. La porzione settentrionale del pianoro interno si presenta più accidentata di quella meridionale.
Il cratere è dedicato al poeta e pensatore francese Savinien Cyrano de Bergerac.

## Crateri correlati
Alcuni crateri minori situati in prossimità di Cyrano sono convenzionalmente identificati, sulle mappe lunari, attraverso una lettera associata al nome.
| Cyrano | Coordinate             | Diametro (in km) |
| ------ | ---------------------- | ---------------- |
| A      | 18°00′36″S 158°27′00″E | 23,92            |
| B      | 18°09′00″S 159°26′24″E | 22,18            |
| D      | 19°25′12″S 162°30′00″E | 24,56            |
| E      | 20°04′12″S 161°25′12″E | 19,66            |
| P      | 21°21′36″S 156°36′00″E | 18,95            |